# سید حسن نصرالله
سیّد حسن نصرالله (۳۱ اوت ۱۹۶۰ – ۲۷ سپتامبر ۲۰۲۴) روحانی شیعه و سیاستمدار لبنانی بود که از سال ۱۹۹۲ تا هنگام ترورش در سال ۲۰۲۴ به‌عنوان سومین دبیرکل حزب سیاسی و گروه شبه‌نظامی حزب‌الله لبنان فعالیت می‌کرد.
نصرالله در خانواده‌ای از شیعیان لبنان به دنیا آمد و تحصیلاتش را در صور به پایان رساند. او مدتی به جنبش امل پیوست و پس از آن به حوزهٔ علمیه‌ای در بعلبک رفت، او بعدها در مدرسهٔ امل به تحصیل و تدریس پرداخت. نصرالله پس از تهاجم ۱۹۸۲ اسرائیل به لبنان به حزب‌الله پیوست. در پی دورهٔ کوتاه مطالعات دینی در ایران، نصرالله پس از ترور سید عباس الموسوی در سال ۱۹۹۲ به لبنان بازگشت و رهبر حزب‌الله شد.
حزب‌الله تحت رهبری او و با کمک تسلیحاتی سپاه پاسداران به موشک‌هایی با بُرد بیشتر دست یافت که آن‌ها را قادر ساخت تا به شمال اسرائیل حمله کنند. اسرائیل طی ۱۸ سال اشغال جنوب لبنان متحمل تلفات سنگینی شد و در سال ۲۰۰۰ نیروهای خود را خارج کرد. نقش حزب‌الله در حمله به واحد گشت مرزی اسرائیل که منجر به جنگ ۲۰۰۶ اسرائیل و لبنان شد، در معرض انتقاد محلی و منطقه‌ای قرار گرفت. در سال ۲۰۱۳، حزب‌الله در جنگ داخلی سوریه از نظام بشار اسد اعلام حمایت کرد. نصرالله همچنین «محور مقاومت» را ترویج می‌کرد، ائتلافی غیررسمی از شبه‌نظامیان مورد حمایت ایران که بر مخالفت با اسرائیل و ایالات متحده متمرکز بودند. در عین حال، او در مقایسه با شبه‌نظامیانی که پس از تأسیس حزب‌الله در جریان جنگ داخلی لبنان در سال ۱۹۸۲ رهبری حزب‌الله را برعهده داشتند، یک رهبر عمل‌گرا به حساب می‌آمد. نصرالله علیرغم نفوذ قابل توجهی که داشت، به دلیل تهدید به ترور توسط اسرائیل تا حد زیادی مخفی زندگی می‌کرد. پس از حمله حماس به اسرائیل در ۷ اکتبر ۲۰۲۳، او تصمیم گرفت در این درگیری مشارکت کند و حملاتی را علیه اسرائیل آغاز کرد که منجر به درگیری بین اسرائیل و حزب‌الله شد و هر دو طرف مرز را تحت تأثیر قرار داد.
در ۲۷ سپتامبرِ ۲۰۲۴ سخنگوی ارتش اسرائیل اعلام کرد که نیروی هوایی اسرائیل مقر اصلی حزب‌الله در بیروت را با هدف ترور نصرالله مورد حمله قرار داده است. متعاقباً ارتش اسرائیل اعلام کرد که در این حمله سید حسن نصرالله کشته شده است.

## اوایلِ زندگی
نصرالله در ۳۱ اوت ۱۹۶۰ در برج حمود از محله‌های شرق بیروت به دنیا آمد. او فرزند ارشد میان ۹ فرزند دیگر خانواده محسوب می‌شود. در زمان کودکی، پدرش به شغل سبزی و میوه‌فروشی مشغول بود و عضو حزب سوسیال ناسیونالیست سوری بود. به دلیل فقر اقتصادی و شرایط نامساعد کاری، خانوادهٔ وی به منطقهٔ الکرنتینا در جنوب بیروت رفتند. خانوادهٔ وی در سال ۱۹۷۵، هم‌زمان با آغاز جنگ داخلی لبنان، به البازوریه برگشتند. سید حسن از کودکی شدیداً به سید موسی صدر علاقه‌مند بود.
حسن با وجود اینکه خانواده‌اش مذهبی نبودند، به علوم دینی علاقه داشت. او در مدرسه النجاه و بعداً یک مدرسه دولتی در محله عمدتاً مسیحی سن الفیل بیروت تحصیل کرد. او مقطع دبیرستان را در روستای البازوریه در جنوب لبنان به پایان رسانید و در سال ۱۹۷۶، در سن ۱۶ سالگی برای تحصیلات حوزوی به شهر نجف در عراق رفت و در آن‌جا، سید محمدباقر صدر، بنیان‌گذار حزب الدعوه اسلامی، او را به شاگرد لبنانی خود سید عباس الموسوی معرفی کرد. او بعد از ۲ سال اقامت و تحصیل در این شهر، مجدداً به لبنان بازگشت و در مدرسهٔ الامام منتظر در بعلبک مشغول به فراگیری علوم حوزوی شد. مشوق اصلی وی برای عزیمت به نجف و فراگیری علوم اسلامی سید محمد غروی، امام جمعه شهر صور بوده است. نصرالله در سال ۱۹۸۹ برای تکمیل دروس حوزوی به قم رفت، اما با گذشت یک سال، به دلیل شدت تنش‌ها در لبنان، به درخواست شورای حزب‌الله به بیروت بازگشت.
نصرالله با اتمام دورهٔ دبیرستان و هم‌زمان با آغاز جنگ داخلی لبنان وارد جنبش امل شد و به‌عنوان مسئول سازمانی جنبش شیعی امل در روستای البازوریه به فعالیت پرداخت. وی در زمان تحصیل در حوزه امام منتظر نیز به فعالیت سازمانی در جنبش امل می‌پرداخت که در همان زمان، به‌عنوان عضو دفتر سیاسی آن انتخاب شد.

## روابط با ایران

### نمایندگیِ خمینی در لبنان
در دیداری که حسن نصرالله در سال ۱۳۶۰ با سید روح‌الله خمینی در تهران داشت، خمینی وی را به‌عنوان نماینده خود در امور حسبیه و اخذ امور شرعیه در لبنان منصوب کرد. نصرالله در زمان دریافت این حکم ۲۱ ساله بود و اولین نفر از رهبران حزب‌الله لبنان بود که چنین حکمی را از روح‌الله خمینی دریافت کرده است.

### سفر به ایران
نصرالله در سال ۱۳۶۱ هم به‌عنوان سرپرست تیم ورزشی جنبش امل به تهران سفر کرد که به دلیل درگرفتن جنگ ۱۹۸۲ لبنان این سفر نیمه‌تمام ماند. نصرالله در سال ۱۳۶۶ تصمیم گرفت که برای ادامه تحصیلات دینی به قم مهاجرت کند. او دو سال در حوزه علمیه قم تحصیل کرد. نصرالله در این مدت زبان فارسی را به خوبی آموخت و دوستان نزدیکی در میان نخبگان سیاسی-نظامی ایران پیدا کرد. او در سال ۱۳۶۸ به لبنان بازگشت.

### حمایت متقابل ایران و حزب‌الله
وی بارها در سخنرانی‌ها و جلسات خود به حمایت‌های ایران از حزب‌الله تصریح کرد. در سال ۱۳۹۵ و پس از آن‌که دولت آمریکا تحریم‌های بانکی علیه گروه حزب‌الله وضع کرد نصرالله اعلام کرد این تحریم‌ها بی‌اثر هستند چون آن تشکل همهٔ نیازهایش از خوراک و پوشاک گرفته تا موشک و راکت را مستقیماً از جمهوری اسلامی ایران دریافت می‌کند. او تصریح کرد تا زمانی که ایران پول داشته باشد، حزب‌الله هم پول و امکانات دریافت خواهد کرد. وی در یکی از سخنرانی‌های خود گفت: «تا زمانی که ایران پول داشته باشد، ما هم پول خواهیم داشت.»

نصرالله در سخنرانی‌هایش از انقلاب اسلامی ایران دفاع می‌کند و آن را وظیفه‌ای بر اساس قانون وفاداری می‌داند. معاون سید حسن نصرالله در پاسخ به سؤالی مبنی بر واکنش حزب‌الله در صورت حمله اسرائیل و حامیان آن به ایران گفت: رابطه ما با جمهوری اسلامی ایران مثل پدر و فرزند است و در صورت حمله متجاوزان از ایران دفاع خواهیم کرد، حتی اگر شود خودمان را فدای بقای جمهوری اسلامی بکنیم، این کار را خواهیم کرد و این کار نه از روی تعصب، بلکه به خاطر مصالح حقیقی جهان اسلام است.

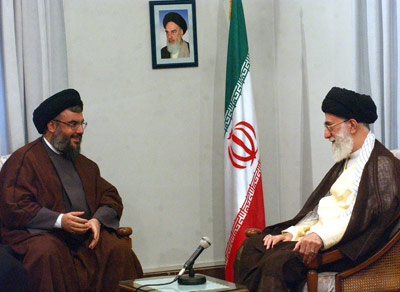
دیدار نصرالله با سید علی خامنه‌ای در سال ۲۰۰۵

نصرالله رابطهٔ نزدیکی با جمهوری اسلامی ایران و رهبرش سید علی خامنه‌ای داشت. حمایت مالی جمهوری اسلامی ایران از حزب‌الله باعث شد تا نصرالله با تشکیل شبکه‌ای پیچیده از مدارس، بیمارستان‌ها و انجمن‌های خیریه، به بسیاری از شیعیان لبنان خدمات رفاهی و اجتماعی برساند. این سیاست به یکی از جنبه‌های مهم هویت جنبش سیاسی-اجتماعی شیعیان در لبنان تبدیل شد.
رابطه نزدیک مقامات ایران با سید حسن نصرالله با وجود قرار گرفتن نام او در فهرست سازمان‌های تروریستی ایالات متحده آمریکا، قرار گرفت؛ هرگز پنهان نشد. او به شدت به رهبر جمهوری اسلامی ایران علاقه داشت و او را رهبر خود می‌دانست. وی به دلیل ارتباط با تروریسم بین‌المللی در لیست تحریم آمریکا و شش کشور حاشیه خلیج فارس قرار داشت.

## در تشکیلات حزب‌الله

### تأسیس
در سال ۱۹۸۲ هم‌زمان با حملات اسرائیل به جنوب لبنان و پس از ربوده شدن امام موسی صدر، به علت اختلافات سیاسی-نظامی میان رهبران جنبش امل، سید حسن همراه برخی دیگر از مقامات جنبش امل به رهبری سید عباس موسوی که تمایلاتی به انقلاب ایران داشتند، از این گروه خارج شدند که در واقع این خروج مقدمه‌ای برای تأسیس حزب‌الله شد. در همان سال ۱۹۸۲ به رهبری موسوی، هستهٔ اولیهٔ حزب‌الله شکل گرفت. موسوی در این زمان خواهان افزایش فعالیت و نفوذ سوریه به رهبری حافظ اسد در لبنان بود. اما نصرالله اصرار داشت که این گروه بر روی حملات به نظامیان آمریکایی و اسرائیلی تمرکز داشته باشد.

### مسئولیت‌ها
سید حسن نصرالله از ابتدای شکل‌گیری حزب‌الله در آن به فعالیت پراخت، در سال ۱۹۸۵ وی با انتقال به بیروت مسئولیت‌های سنگین‌تری را عهده‌دار شد. نخستین مسئولیت جدی نصرالله آماده‌سازی نیروهای مقاومت و تأسیس هسته‌های نظامی و در عین حال معاون ابراهیم امین از نمایندگان حزب‌الله در پارلمان لبنان بود. در سال ۱۹۸۷ و هم‌زمان با تشکیل کمیتهٔ اجرایی حزب‌الله، نصرالله به ریاست کمیته انتخاب شد. در عین حال او در شورای تصمیم‌گیری حزب‌الله نیز وارد شد و مسئول اجرایی آن نیز بود.

### دبیرکلی
پس از ترور سید عباس موسوی به وسیلهٔ بالگردهای اسرائیلی در ۱۶ فوریه ۱۹۹۲، با اجماع شورای تصمیم‌گیری حزب‌الله، نصرالله برای دبیرکلی حزب‌الله انتخاب شد. او در زمان رهبری حزب‌الله، ۳۲ سال داشت و به عقیده برخی، انتخاب او ناشی از ارتباطات ویژه‌اش با جمهوری اسلامی ایران بود. به عقیدهٔ بسیاری از روحانیون شیعه، نصرالله از تحصیلات دینی کافی برخوردار نبود و به همین دلیل، در همان زمان تحصیلاتش را از سرگرفت. او برخلاف رهبران قبلی حزب‌الله، رهبری عمل‌گرا به‌شمار می‌رفت.

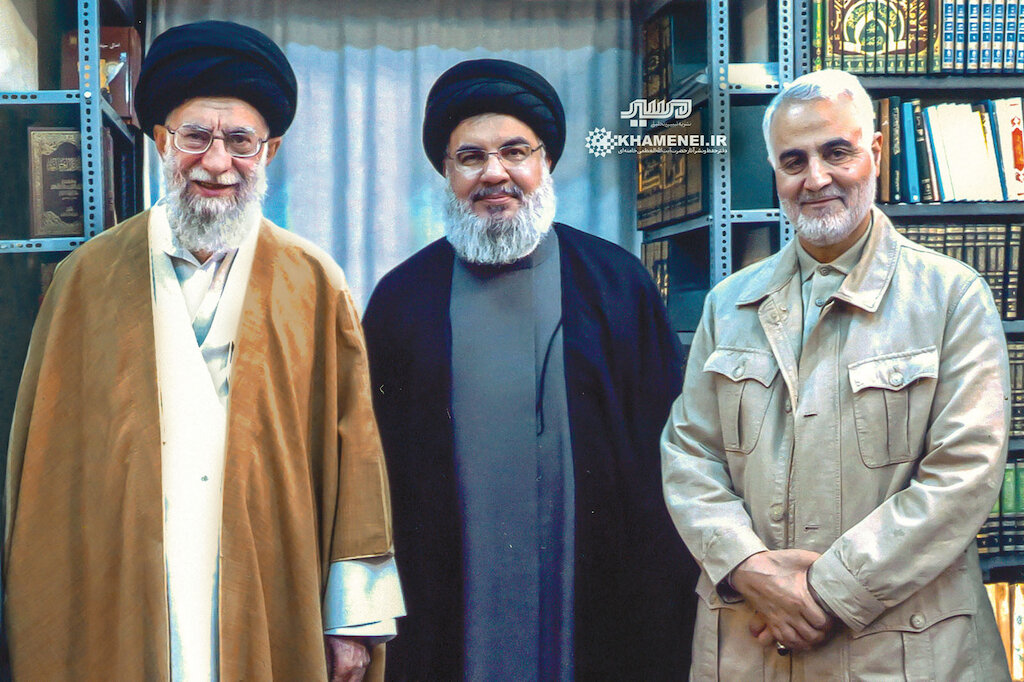
از راست به چپ: قاسم سلیمانی، نصرالله، خامنه ای

در زمان رهبری نصرالله، برخی از اعضای حزب‌الله در انتخابات لبنان شرکت داشتند. نصرالله تصمیم گرفت تا شاخه سیاسی حزب‌الله به موازات شاخه نظامی آن به بازیگر مهم لبنان تبدیل شود. حزب‌الله به هشت کرسی در پارلمان لبنان دست یافت.

## مبارزه علیه اسرائیل

### اخراج اسرائیل از لبنان در ۱۹۹۷–۲۰۰۰

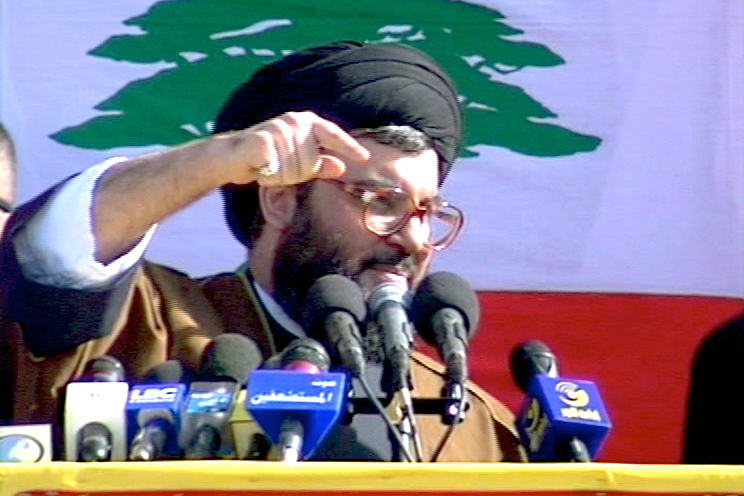
در حال سخنرانی بعد از پایان جنگ جنوب لبنان در می ۲۰۰۰

سید حسن نصرالله از آغاز هدایت حزب‌الله لبنان موضعی تهاجمی علیه اسرائیل اتخاذ کرد. یک سال پس از دبیرکلی وی در حزب‌الله در سال ۱۹۹۳، تعداد ۲۶ سرباز اسرائیلی در نزاع طرفین توسط حزب‌الله کشته شدند. جنگ حزب‌الله علیه اسرائیل برای عقب راندن اسرائیل از جنوب لبنان ادامه پیدا کرد. تعداد کشته‌های سربازان اسرائیلی در سال ۱۹۹۷ به ۴۰ تن رسید. با سخت شدن شرایط اسرائیل مجبور به ترک خاک لبنان در سال ۲۰۰۰ میلادی شد. به این ترتیب حزب‌الله به رهبری نصرالله توانسته بود سلطه ۱۸ ساله اسرائیل بر بخشی از لبنان را خاتمه دهد. پیروزی حزب‌الله در خارج کردن اسرائیل از جنوب لبنان و کشته شدن پسر نصرالله در جنگ در سال ۱۹۹۷، موجب محبوبیت سید حسن نصرالله در جنوب لبنان شد. طولی نکشید که نصرالله از محبوبیت بین‌المللی در میان جهان عرب برخوردار شد.
به‌دنبال خروج اسرائیل از لبنان، گروه‌های سیاسی رقیب و قدرت‌های خارجی، خواهان خلع سلاح این گروه بودند اما نصرالله با این کار مخالفت کرد. حزب‌الله تحت رهبری او به دنبال ایجاد شبکه‌ای از هم‌پیمانان خود بود تا بتواند نفوذ خود در منطقه را فزونی دهد. برای این منظور، شبکه‌ای به نام محور مقاومت شکل گرفت.

### جنگ ۲۰۰۶ اسرائیل و لبنان
پس از کمینی که حزب‌الله در خاک اسرائیل انجام داد و منجر به کشته شدن سه سرباز و ربوده شدن دو نفر دیگر شد، جنگ لبنان ۲۰۰۶ آغاز شد. در طول جنگ، بمباران‌های اسرائیل در جستجوی اهداف حزب‌الله باعث خسارت در بخش‌های زیادی از بیروت شد، به ویژه در مناطق فقیرنشین و عمدتاً شیعه‌نشین جنوب بیروت که تحت کنترل حزب‌الله است. در ۳ اوت ۲۰۰۶، حسن نصرالله سوگند یاد کرد که در تلافی بمباران پایتخت لبنان توسط اسرائیل، تل‌آویو را هدف قرار خواهد داد. نصرالله در یک سخنرانی تلویزیونی گفت: «اگر بیروت را بزنید، مقاومت اسلامی تل‌آویو را خواهد زد و با یاری خداوند قادر به انجام این کار است». او افزود که نیروهای حزب‌الله تلفات سنگینی به نیروهای زمینی اسرائیل وارد می‌کنند.

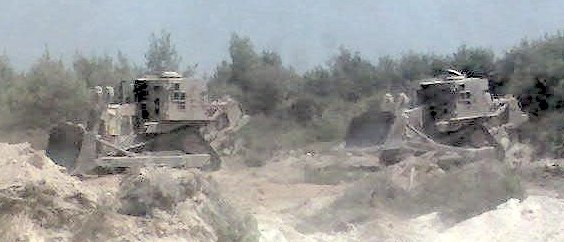
بولدوزرهای زرهی اسرائیل در حال تخریب یک سنگر حزب‌الله.

در طول این درگیری، نصرالله تحت انتقادات شدیدی از سوی کشورهای عربی، از جمله اردن، مصر و عربستان سعودی قرار گرفت. شاه عبدالله دوم اردن و رئیس‌جمهور مصر حسنی مبارک در ۱۴ ژوئیه نسبت به خطر «کشیده شدن منطقه به ماجراجویی‌هایی که به نفع منافع عربی نیست» هشدار دادند، در حالی که وزیر امور خارجه عربستان سعودی حملات حزب‌الله را «اقدامات غیرمنتظره، نامناسب و غیرمسئولانه» خواند. او فراتر رفت و گفت: «این اقدامات کل منطقه را به سال‌ها قبل بازمی‌گرداند و ما نمی‌توانیم به سادگی آن‌ها را بپذیریم». نصرالله همچنین تحت انتقادات شدیدی از سوی برخی در لبنان قرار گرفت. ولید جنبلاط، رهبر حزب سوسیالیست  ترقی‌خواه (PSP) و برجسته‌ترین رهبر جامعه دروزی، با قدرت تمام سخن گفت: «عالی است، پس او یک قهرمان است. اما من می‌خواهم این قهرمانی او را به چالش بکشم. من حق دارم آن را به چالش بکشم، زیرا کشور من در آتش می‌سوزد. علاوه بر این، ما توافق نکرده بودیم». همچنین از جنبلاط نقل شده است که گفته: «او حاضر است پایتخت لبنان را به آتش بکشد در حالی که بر سر شرایط تسلیم چانه می‌زند».
پس از جنگ، پدیده‌ای که به نام «سیل سبز» (السیل الأخضر) شناخته می‌شود، رخ داد. «این اصطلاح به مقادیر عظیم اسکناس‌های دلار آمریکا اشاره دارد که حزب‌الله در میان تمام شهروندانی که در بیروت و جنوب از جنگ آسیب دیده‌اند، توزیع می‌کند. دلارهای ایران از طریق سوریه به بیروت منتقل شده و از طریق شبکه‌های نظامیان توزیع می‌شود. هر کسی که بتواند ثابت کند خانه‌اش در جنگ آسیب دیده است، ۱۲٬۰۰۰ دلار دریافت می‌کند، مبلغی قابل توجه در لبنان جنگ‌زده».
در مصاحبه‌ای تلویزیونی که در ۲۷ اوت ۲۰۰۶ از شبکه نیو تی‌وی لبنان پخش شد، نصرالله گفت که اگر می‌دانست اسارت دو سرباز اسرائیلی منجر به چنین جنگی خواهد شد، دستور این کار را نمی‌داد:
«ما حتی یک درصد هم فکر نمی‌کردیم که این اسارت منجر به جنگی در این زمان و با این وسعت شود. من متقاعد و مطمئن هستم که این جنگ از قبل برنامه‌ریزی شده بود و اسارت این گروگان‌ها تنها بهانه‌ای برای آغاز جنگ از پیش برنامه‌ریزی شده‌شان بود، اما اگر در ۱۱ ژوئیه می‌دانستم … که این عملیات منجر به چنین جنگی خواهد شد، آیا آن را انجام می‌دادم؟ می‌گویم نه، مطلقاً نه»
در نهایت، در تنگنا قرار گرفتن ارتش اسرائیل باعث شد تا این جنگ نیز به نفع حزب‌الله خاتمه پیدا کند. جنگی که به جنگ ۳۳ روزه مشهور شد و باعث تثبیت بیشتر جایگاه حزب‌الله گردید.

### جنگ اسرائیل و حماس
در جنگ اسرائیل و حماس که با حمله ۷ اکتبر حماس به اراضی اسرائیل آغاز شد؛ حزب‌الله لبنان تحت رهبری سید حسن نصرالله، به حمایت از نیروهای حماس پرداختند. اولین حملات حزب‌الله در هفتم اکتبر (۱۵ مهر ۱۴۰۲) علیه اسرائیل اجرا شد. این حملات با عنوان جبهه پشتیبانی برای نوار غزه به حساب می‌آمد. او در سخنرانی‌های خود در جریان این درگیری‌ها، مدعی شد که حملات فرامرزی حزب‌الله، نیروهای اسرائیلی را که در غیر این صورت روی حماس در غزه متمرکز می‌شدند، منحرف کرده است، و تأکید کرد که حزب‌الله تا زمان برقراری آتش‌بس در غزه به حملات خود به اسرائیل ادامه خواهد داد. اقدامات حزب‌الله در حمایت از حماس و تحت فشار قرار دادن ارتش اسرائیل، منجر به ترک شمار زیادی از اهالی شمال سرزمین اسرائیل شد. این حملات باعث فراری شدن ۶۷ هزار نفر از اهالی اسرائیل از سرزمین‌های شمالی و خارج شدن بخشی از نیروهای ارتش اسرائیل از غزه برای مقابله با حزب‌الله در شمال شد. چیزی که به گفته حسن نصرالله، یکی از موفقیت‌های اقدامات حزب‌الله بوده است.
دولت اسرائیل برای برگرداندن شهرک‌نشین‌ها مجبور شد تا حزب‌الله را با هدف قرار دادن نواحی‌ای از لبنان تحت فشار قرار دهد. این حملات منجر به کشته شدن شماری از اهالی لبنان و فرماندهان حزب‌الله شد.
در جریان همین جنگ، اسرائیل به لبنان، سوریه و نوار غزه و یمن حمله کرد. در این میان در ۵ اکتبر، جنگنده‌های اسرائیلی ساختمان کنسولگری ایران در سوریه را بمباران کردند. این اقدام توسط نصرالله محکوم شد و در سخنرانی به همین مناسبت، خبر «ورود خاورمیانه به مرحله جدیدی» را داد.

## زندگی شخصی
نصرالله در سال ۱۹۷۸ با فاطمه مصطفی یاسین ازدواج کرد. آن‌ها چهار پسر و یک دختر به نام‌های محمدهادی حسن نصرالله، محمدجواد حسن نصرالله، زینب حسن نصرالله، محمدعلی حسن نصرالله و محمدمهدی حسن نصرالله داشتند.

### محمدهادی نصرالله
محمدهادی نصرالله (۱۹۷۹ م. بارزویه لبنان – ۱۹۹۷ اقلیم تفاح)، فرزند بزرگ نصرالله است. او در سال ۱۹۷۹ در البارزویه از توابع لبنان متولد شد. تحصیلات ابتدایی را از مدرسه ناصر شهر بعلبک آغاز کرد و چند سال بعد یعنی سال ۱۹۸۵ به همراه پدرش در سفری به ایران آمد. اما یکسال بعد به علت وجود بحران در لبنان به زادگاهش بازگشت و به تحصیلات خود ادامه داد. او در سال ۱۹۹۴ با جلب رضایت پدر به جمع رزمندگان حزب‌الله لبنان در جبهه‌های جنوب لبنان پیوست. او که به تازگی ازدواج کرده بود در عملیاتی که در منطقه اقلیم التفاح از توابع منطقه جبل‌الرفیع انجام شد به همراه چند تن دیگر از همرزمانش در ۱۲ سپتامبر سال ۱۹۹۷ در سن ۱۸ سالگی کشته شد. در اولین سالروز کشته شدن هادی حسن نصرالله در ۱۵ سپتامبر ۱۹۹۸، «خیابان شهید هادی حسن نصرالله» با حضور رفیق حریری رئیس‌جمهور وقت و عده‌ای از وزیران و نمایندگان مجلس لبنان، در شهر بیروت پایتخت این کشور افتتاح شد.

## ترور و مرگ

۵ سال پیش از کشته شدن توسط نیروی هوایی اسرائیل، نصرالله قول انتقام خون قاسم سلیمانی و اخراج آمریکایی‌ها از منطقه خاورمیانه را داده بود.

او به‌منظور جلوگیری از ترور شدن به‌وسیلهٔ اسرائیل، سال‌ها بود که کمتر در انظار عمومی حاضر شد. تیم حفاظتی ۱۵۰ نفره مسئولیت حفاظت وی را بر عهده داشتند. این تیم حفاظت را عماد مغنیه ایجاد کرد و ابو علی جواد مسئولیت این تیم را بر عهده داشت. وی که داماد سید حسن نصرالله و به «سپر سید» معروف بود، دوره‌های متعدد و پیچیده نظامی را در ایران گذرانده است. به گفتهٔ کسانی که با او دیدار داشتند، نیروهای حزب‌الله آنان را برای دیدار با نصرالله با خودروهایی پوشیده از پرده‌های ضخیم و با تدابیر امنیتی شدید به مکانی نامشخص هدایت می‌کردند. همچنین سخنرانی‌هایش به‌طور زنده و بدون حضور مردم انجام می‌شد.

### شایعه بیماری در ۲۰۲۲
در روزهای پایانی سال ۲۰۲۲ در پی انتشار بیانیه‌ای که از شبکه المنار پخش شد سخنرانی نصرالله در سال‌گرد کشته‌شدن قاسم سلیمانی، به دلیل ابتلای او به آنفولانزا لغو شد. همچنین کیهان لندن مدعی شد: «منابع غیررسمی یک هفته پیش در اوایل دی‌ماه به نقل از کارکنان فرودگاه بیروت گزارش دادند که چند نفر در لباس‌های استریل با پرواز شرکت هواپیمایی «معراج» (متعلق به ارتش) از تهران به بیروت اعزام شده بودند.» این موارد شایعاتی را به همراه داشت که حسن نصرالله سکته کرده و در بیمارستان بستری است.

### پیشینه ترورها
سید حسن نصرالله بارها هدف ترور قرار گرفته است. مهم‌ترین این ترورها در سال‌های ۲۰۰۶ و ۱۹۹۷ انجام گرفت که در هر دوی آنها، او از ترور نجات یافت. در ۱۷ سپتامبر ۲۰۲۴، تعداد قابل توجهی از پیجرهای حزب‌الله لبنان، منفجر شدند. این اقدام برای ترور اعضای حزب‌الله صورت گرفته بود. حسن نصرالله از این ترور جان سالم به در برد. به گفته رویترز، چندی پس از این رویداد، رهبر ایران از او خواسته بود تا برای حفظ جانش، به ایران بیاید.

### ترور در ۲۰۲۴
در ۲۷ سپتامبر ۲۰۲۴ (۶ مهر ۱۴۰۳)، سخنگوی ارتش اسرائیل اعلام کرد که نیروی هوایی اسرائیل، مقر اصلی حزب‌الله در بیروت را با هدف ترور نصرالله مورد حمله قرار داده است. منبع وابسته به حزب‌الله و همین‌طور برخی خبرگزاری‌های ایرانی به رویترز گفتند که نصرالله زنده است. اما ارتش اسرائیل در روز بعد مدعی شد که نصرالله طی حملهٔ هوایی به زیرزمین یک ساختمان در ناحیه ضاحیه در جنوب بیروت کشته شده است. ساعاتی بعد کشته شدن وی از سوی حزب‌الله نیز تأیید شد.

### واکنش‌ها به ترور سید حسن نصرالله
- حماس، جهاد اسلامی فلسطین، گردان‌های کتائب حزب‌الله، حشد شعبی و انصارالله یمن هر کدام با صدور بیانیه‌ای تسلیت گفتند.[۶۴][۶۵][۶۶][۶۷][۶۸]
- به گفته عبد کنعانه، استاد دپارتمان خاورمیانه دانشگاه تل‌آویو، کشته شدن او به عنوان یکی از رهبران مقاومت اسلامی علیه اسرائیل، بیشتر منتقدان اسرائیل را ناراحت کرد.[۶۹] در مقابل بسیاری از هم‌پیمانان اسرائیل نیز کشته شدن او را عدالت دانستند و از ترور او به عنوان یک تروریست حمایت کردند.[۷۰] در واکنش به ترور او، برخی از کاربران در شبکه‌های اجتماعی اظهار خوشحالی کردند.[۷۱] و شیرینی پخش کردند.[۷۲]
- بسیاری از مقامات سیاسی مسلمان ترور حسن نصرالله را محکوم و پیام تسلیت صادر کردند.[۷۰]
- سید علی خامنه‌ای رهبر جمهوری اسلامی ایران، پس از مرگ او، ۵ روز عزای عمومی اعلام کرد.[۷۳] در ۱ اکتبر ۲۰۲۴ نیز سپاه پاسداران انقلاب اسلامی ایران، حملات موشکی به اسرائیل انجام دادند که به نام عملیات وعده صادق ۲ شناخته می‌شد. در بیانیه سپاه آمده بود که این حملات به تلافی ترور سید حسن نصرالله، عباس نیلفروشان و اسماعیل هنیه انجام گرفته است.[۷۴]

### پیامدهای ترور سید حسن نصرالله
- در پی ترور سید حسن نصرالله، کار برای تعیین جانشین او با کندی پیش گرفته می‌شد. به گفته مقامات لبنانی، این تأخیر در انتخاب جانشین برای دبیرکل حزب‌الله لبنان، به خاطر بیم از ترور رهبر جدید با وجود نفوذی‌ها در میان اعضای حزب‌الله بود.[۷۵]
- ترور او با هدف سست کردن روحیه اعضای حزب‌الله و جلوگیری از ادامه روند حملات حزب‌الله به ناحیه شمالی اسرائیل انجام گرفت. ترور حسن نصرالله در ادامه روند ترور فرماندهان و اعضای حزب‌الله در لبنان، ضربات سنگینی به حزب‌الله وارد کرد.[۷۶]
- مراسم یادبودی از طرف دفتر سید علی خامنه‌ای برای سید حسن نصرالله در مصلی تهران برگزار شد که با حضور جمعیت بسیاری از تهرانی‌ها برگزار شد.[۷۷]

## تشییع و خاکسپاری
مراسم تشییع نصرالله در ۲۳ فوریه ۲۰۲۵ (۵ اسفند ۱۴۰۳) در لبنان برگزار شد. این رویداد شامل مراسم رسمی در بیروت بود که با حضور نمایندگان داخلی و بین‌المللی و همچنین هزاران نفر از پیروان و طرفداران وی همراه بود.

## سیاست‌ها و دیدگاه‌ها

### حزب‌الله
سیاست اصلی سید حسن نصرالله در اداره و رهبری حزب‌الله، سبب شد تا این گروه شبه نظامی به یکی از مهم‌ترین دشمنان اصلی اسرائیل بدل شود. او برای پیش‌برد اهدافش در مبارزه با اسرائیل، با نیروهای دیگری چون حماس و رهبری جمهوری اسلامی ایران نیز تعامل می‌کرد.
نصرالله شخص محبوبی در لبنان و دیگر کشورهای عربی بود و علی‌رغم این‌ها، مخالفان سرسختی نیز داشت. او مانند دیگر رهبران تمامیت‌خواه و غیردموکراتیک، پدیدهٔ کیش شخصیت (به‌ویژه در میان پیروانش در جامعهٔ مسلمانان شیعه لبنان) بود. او در ورود حزب‌الله به عرصه سیاست و دست‌یابی این گروه به قدرت در ساختار حکومتی لبنان، نقش کلیدی داشت. اعتبار نصرالله به‌دلیل مقابله با اسرائیل افزایش یافت و به شخص قدرتمندی در این کشور تبدیل شد. اقدامات او سبب شده بود تا مورد محبوبیت میلیون‌ها نفر در دنیا باشد. در سال ۲۰۰۷، علا زلزالی، خوانندهٔ لبنانی آهنگی با عنوان «یا نصرالله» ساخت. خوانندهٔ مسیحی لبنانی، جولیا بطرس، آهنگ محبوب دیگری که برای ادای احترام به او به نام «Ahebbai» به معنای «عزیزان من» ساخت که الهام گرفته از سخنان نصرالله در پیام تلویزیونی برای مبارزان حزب‌الله در جنوب لبنان در جنگ ۲۰۰۶ است.

### تمدن پارسی
در خرداد ۱۳۸۸ ویدئویی از یکی از سخنرانی‌های تلویزیونی نصرالله در یوتیوب منتشر شد که واکنش خشم‌آلود بسیاری از ایرانیان را برانگیخت. در این ویدئو او با اشاره به وجههٔ عربی لبنان و حامیان منطقه‌ای حزب‌الله در مورد ایران گفت:
... شاید منظور، ایران باشد اما در ایران امروز چیزی به نام پارسی‌سازی یا تمدن پارسی پیدا نمی‌شود. آنچه در ایران هست تمدن اسلامی است. آنچه در ایران هست دین محمد عرب هاشمی مکی قریشی تهامی مضری است و بنیان‌گذار جمهوری اسلامی پدر در پدر عرب بوده و فرزند پیامبر خدا محمد است که درود خداوند بر او و خاندانش باد. امروز رهبر در جمهوری اسلامی، امام سید خامنه‌ای قریشی هاشمی، فرزند پیامبر خدا و فرزند علی بن ابی طالب و فاطمه زهراست که عرب بودند. شاید منظور ایران باشد …
پس از انتشار ویدئو، برخی به‌دلیل هماهنگ نبودن صدا و تصویر در صحت آن شک کردند اما انتشار متن این اظهارات در وبسایت شبکهٔ تلویزیونی المنار وابسته به گروه حزب‌الله صحت این گفته‌ها را تأیید کرد.
او خود را از مریدان رهبر جمهوری اسلامی ایران می‌دانست. وی در سال ۱۴۰۱ در سخنرانی‌ای گفت: «من نمی‌گویم که خدایا از عمر من بگیر و به عمر رهبر انقلاب اضافه کن، بلکه می‌گویم بقیه عمر مرا به عمر سیدنا القائد ببخش.»

### جنگ سوریه
حزب‌الله لبنان در دوران دبیرکلی حسن نصرالله، در نبردهای داخلی در سوریه نقش فعالی را پیش می‌گرفت و حمایت‌های او از حکومت مرکزی بشار اسد، یکی از دلایل تغییر موازنه قدرت در منطقه بود. این حمایت در حالی انجام می‌شد که بیشتر کشورهای عرب، بشار اسد را حمایت نکردند. در ۲۵ مهٔ ۲۰۱۳، نصرالله اعلام کرد که حزب‌الله در جنگ داخلی سوریه علیه «افراطی‌های اسلام‌گرا» می‌جنگد و «متعهد شد که گروهش به شبه‌نظامیان سوری اجازه نخواهد داد مناطق هم‌مرز با لبنان را کنترل کنند.» او تأیید کرد که حزب‌الله در شهر استراتژیک قصیر سوریه در سمت ارتش سوریه می‌جنگد. وی در این سخنرانی تلویزیونی گفت: «اگر سوریه به دست آمریکا، اسرائیل و تکفیری‌ها بیفتد، مردم منطقهٔ ما وارد دوران تاریکی خواهند شد.» در ژوئیهٔ ۲۰۱۴، برادرزادهٔ نصرالله در جنگ سوریه کشته شد.

### محورهای مقاومت
یکی از حمایت‌های او در دوران رهبری بر حزب‌الله، آموزش نیروهای محور موسوم به مقاومت در منطقه خاورمیانه بود. حزب‌الله تحت رهبری او، نیروهای شبه‌نظامی یمنی و عراقی را آموزش نظامی می‌داد.